# Логинова, Анна Ивановна
Анна Ивановна Ло́гинова (1901—1978) — советский учёный-химик и инженер, кандидат технических наук (1940).

## Биография
Родилась в 1901 году в Иваново-Вознесенске в семье рабочего.
Окончила МХТИ по отделению химии красителей (1926).
Работала в научно-исследовательской лаборатории Иваново-Вознесенского текстильного треста (1926—1929) и в центральной лаборатории Чернореченского химического комбината (1929—1930).
С 1930 года научный сотрудник НИУИФ. Кандидат технических наук (1940), тема диссертации: «Процесс разложения фосфатов азотной кислотой с получением концентрированных удобрений».
Скончалась в 1978 году.

## Семья
Первая жена искусствоведа И. С. Зильберштейна.

## Награды и премии
- Сталинская премия II степени (14 марта 1941) — за разработку технологического процесса комплексного использования фосфатного сырья с получением фосфорных и азотных удобрений, кремнефторида натрия и редких земель
- Медаль «За доблестный труд в Великой Отечественной войне 1941—1945 гг.»
- Медаль «В память 800-летия Москвы»